# Antonia Bird
Antonia Jane Bird (Londra, 27 maggio 1951 – Londra, 24 ottobre 2013) è stata una regista britannica.

## Biografia
Nel 1995 ebbe una nomination al BAFTA al miglior film per Il prete, e per lo stesso film vinse un Teddy Award al Festival di Berlino 1995. Morì nel 2013 all'età di 62 anni a causa di un tumore della tiroide  .

## Filmografia
- Il prete (1994)
- Una folle stagione d'amore (1995)
- Face (TV) (1997)
- L'insaziabile (1999)
- La cellula di Amburgo (TV) (2004)